# Euphorbia bungei
Euphorbia bungei är en törelväxtart som beskrevs av Pierre Edmond Boissier. Euphorbia bungei ingår i släktet törlar, och familjen törelväxter. Inga underarter finns listade i Catalogue of Life.